# Alberto Cañas
Alberto Cañas, né le 16 mars 1920 à San José (Costa Rica) et mort le 14 juin 2014 dans la même ville, est un homme politique, écrivain, intellectuel, universitaire, haut fonctionnaire d'État et journaliste costaricien.
Il est considéré une des figures trascendentales de la vie culturelle, politique et sociale de la deuxième moitié du XXe siècle au Costa Rica. Il fut vice-ministre des Relations extérieures (1955-1956), ambassadeur (1956-1958) et deux fois député (1962-1966 et 1994-1998). Il fut le premier ministre de la Culture, de la Jeunesse et des Sports (1970) et directeur des journaux Diario de Costa Rica et La Républica.  Aussi dans le domaine du journalisme, il fut éditeur du journal l' Excelsior et columniste à La Nación, La Prensa Libre et le Semanario Universidad.  Il est mort à 94 ans au cours d'une complication chirurgicale.

## Biographie
Né à San José, sa sœur lui enseigna à lire à trois ans. Il réalisa l'éducation primaire à l’école Buenavuentura Corrales et finit le secondaire au lycée du Costa Rica en 1937. Il étudia le droit à l'université du Costa Rica, jusqu'en 1944 où il conclut sa formation avec sa thèse sur les partis politiques. En 1944 il travailla dans le quotidien Diario du Costa Rica. Il est de la même génération de José Figueres Ferrer, Rodrigo Facio, Carlos Monge, Gonzalo J. Facio, Jorge Rossi, Daniel Oduber, Hernán González et Fernando Fournier, uni idéologiquement au groupe d'intellectuels qu'après la Révolution de 1948 ont changé la physionomie politique costaricienne avec le Parti Libération Nationale. 
Sa préoccupation pour les questions sociales le fit entrer au Centre d'études des problèmes nationaux, et à développer une carrière dans le journalisme. Il fonda et dirigea le quotidien La Républica en 1950, ainsi que plus tard de l'Excelsior. Il fut un des membres fondateurs du cabinet d'avocats Facio & Cañas, aujourd'hui un des principaux cabinets dans ce domaine au Costa Rica.
Alberto Cañas était l'arrière-petit-fils du général José María Cañas, homme politique et militaire distingué de la Campagne nationale du Costa Rica de 1856.

### Trajectoire politique
Dans le domaine de la politique, il fut nommé ambassadeur du Costa Rica aux Nations unies de 1948 à 1949, lors de la rédaction de la Déclaration universelle des droits de l'homme. Il fut vice-ministre de Relations extérieures dans la période de 1955 à 1956, député par San José, chef de fraction parlementaire du Parti de la Libération nationale de 1962 à 1966.  De 1970 à 1974, il fut le premier ministre de la Culture, de la Jeunesse et des Sports. Lors de sa gestion il développa un travail éditorial important sur les valeurs culturelles et littéraires costariciennes. Il fut présidente de l'Assemblée législative du Costa Rica en 1994. Il fut un des membres fondateurs du Parti d'action citoyenne (fondé en 2000) duquel il fut le président et membre de sa commission politique.

### Trajectoire universitaire
Alberto Cañas fonda la Compagnie nationale de théâtre du Costa Rica en 1971. Il fut professeur dans plusieurs domaines, de l'École de théâtre, de la Faculté de sciences et lettres, de l'École de sciences de la communication - de laquelle il fut aussi un des créateurs - de l'université du Costa Rica. 
Il fut élu président de l'Association des journalistes en 1952, président de l'Éditorial du Costa Rica en 1960, président de l'Association des écrivains (1960-1961). 
Il écrivit plusieurs œuvres qui lui valurent d'être président et membre permanent de l'Académie costaricienne de la langue.

## Sélection d'œuvres
- (es) Elegía inmovil, Ed. El Cuervo, 1946
- (es) Los 8 años, Editorial Liberación Nacional, 1955
- (es) El luto robado, Ed. Costa Rica, 1963
- (es) Aquí y ahora, Ed. Costa Rica, 1965
- (es) En agosto hizo dos años, Ed. Costa Rica, 1968
- (es) La segua y otras piezas, San José, Educa, 1974
- (es) La exterminación de los pobres, Ed. Costa Rica, 1974
- (es) Feliz año, Chaves Chaves, Buenos Aires, Ed. Cuarto Poder, 1975
- (es) Uvieta, Ed. REI Centroamérica, 1999
- (es) Ochenta años no es nada, Ed. de l'université du Costa Rica, 2006